# Duane C. Butcher
Duane C. Butcher (născut în 1965) este un diplomat american care, din data de 14 decembrie 2012, deține funcția de Însărcinat cu Afaceri ad interim în cadrul Ambasadei SUA la București. El a ajuns la post în București în data de 18 august 2011, în calitate de adjunct al șefului misiunii diplomatice a SUA. Duane Butcher a fost de asemenea Însărcinat cu Afaceri în cadrul Ambasadei SUA de la Tașkent, Uzbekistan, în perioada iulie 2010-iunie 2011.

## Viață personală și educație
Fiul unui diplomat de carieră, Duane Butcher s-a născut la Ankara, în Turcia. A studiat la școli internaționale din Germania, Arabia Saudită și Suedia, absolvind liceul la Școala Americană Internațională din Nairobi. A absolvit Colegiul Carleton din Northfield, Minnesota, în 1987, obținând diploma de licență în istorie. Este căsătorit cu Nazilia Butcher și are doi fii.

## Carieră
Duane Butcher și-a început cariera diplomatică în 1987 și este membru al Serviciului Diplomatic al SUA. În calitate de însărcinat cu afaceri al SUA la București, Butcher a făcut eforturi pentru consolidarea relațiilor bilaterale într-o varietate de domenii, promovând statul de drept și independența justiției, susținând companiile americane și îmbunătățirea mediului de afaceri și amplificând cooperarea în domeniul militar. Butcher a îndeplinit și funcția de președinte al Consiliului de administrație al Școlii Americane Internaționale din București.
Butcher a deținut funcția de adjunct al șefului misiunii diplomatice (iunie 2008 – iulie 2010), iar apoi pe cea de însărcinat cu afaceri (iulie 2010 – iunie 2011) la Ambasada SUA din Tașkent, Uzbekistan. Anterior, Duane Butcher a fost consul general la Hamburg, în Germania (2004-2007), consilier pe probleme administrative la Belgrad, în Iugoslavia (2001-2004), consilier pe probleme administrative la București, în România (2000-2001) și la Baku, în Azerbaijan (1994-1996), coordonator prestări servicii la Muscat, în Oman (1988-1990). La Washington DC, el a deținut funcțiile de consilier administrativ și apoi consilier administrativ principal pentru noile state independente în cadrul Biroului pentru afaceri europene (1996-1998). A fost distins de către Departamentul de Stat cu premii pentru serviciu meritoriu și pentru serviciu excepțional.
Duane C. Butcher a preluat funcția de adjunct al șefului misiunii la București în august 2011.
Din decembrie 2012, este însărcinat cu afaceri ad-interim, preluând practic conducerea misiunii, după plecarea ambasadorului Mark Gitenstein.